# ハーモニー・オブ・ザ・シーズ
ハーモニー・オブ・ザ・シーズ（Harmony of the Seas）は、アメリカのロイヤル・カリビアン・インターナショナルが運航するオアシスクラスのクルーズ客船である。2016年5月15日に就航した。世界最大のクルーズ客船であるアルーア・オブ・ザ・シーズや、それと同規格で設計されたオアシス・オブ・ザ・シーズの姉妹船であり、世界最大クラスのクルーズ客船である。

## 概要
2016年5月に就航、処女航海としてサウサンプトンからバルセロナへのクルーズを実施し、その後バルセロナ・チビタベッキアを拠点とした地中海クルーズを5月から10月にかけて実施。2016年11月からフォートローダーデールを母港としたカリブ海クルーズに就航。
船名は「新しいコンセプトが生み出すメロディを美しい音楽にまとめ乗客の心に響かせる」といった思いが込められた。

## 日本への就航計画
2016年3月に鹿児島県奄美大島龍郷町芦徳集落に同船クラスのクルーズ寄港計画があることを地元へ説明。芦徳集落倉崎海岸沖の海上に長さ350m幅10.5mの浮桟橋と陸側にレジャーパークを新設する計画で2019年に開業予定とし、年間3月～11月の間北京・上海 - 奄美 - 九州で3泊4日か4泊5日のクルーズを週2回程度運航し、中国人富裕層を年間30万人程度の来島を見込んでいたが、周辺環境への影響等を懸念する地元やインターネット署名による反対運動を受け7月に徳田康光龍郷町長が受け入れ断念を表明した。